# Tango d’Italie
Pour les articles homonymes, voir Tango et Italie (homonymie).
Clip vidéo
[vidéo] « Tino Rossi - Tango d’Italie », sur YouTube
Tango d’Italie est une chanson française et un tango italien de Tino Rossi, enregistré en single chez Columbia Records, extrait de son album Mes Grands Succès Album N° 4, de 1956. 

## Histoire
Le compositeur de tango José Cana,, compose ce tango de salon, inspiré de tango argentin et de chanson napolitaine, interprété avec des airs de musique italienne, d'accordéon, de violon, de flûte et de mandoline napolitaine, avec des paroles de Tino Rossi (sous le pseudo Jean Lavande), et Roger Desbois,, sur le thème des souvenirs nostalgiques d'une ancienne histoire d'amour en Italie « Ô, tango d'Italie, quand tu viens bercer le passé, mon cœur chante, Oh, dis-moi, ami de la première heure, dis-moi, y a-t-il quelqu'un dans son cœur ? Mon ami, tu n'en sais pas plus que moi, tant pis, pour oublier tout ça, pour retrouver la joie, chantez, chantez mandolines, Ami, toi qui m'aime, dis-lui que je l'aime, Ô, tango d'Italie, je vis dans l'espoir de revoir son visage... ». Tino Rossi l'enregistre chez Columbia Records, avec l'orchestre de son chef d'orchestre Pierre Spiers,.

## Reprises et adaptations
Tino Rossi réédite ce titre sur divers disques et compilations des succès de sa carrière, dont son album Mes Grands Succès Album N° 4, de 1956.

## Tango de Tino Rossi
Tino Rossi a interprété de nombreux tangos dans son répertoire, dont :
Tango de Marilou (1933), Tango de rêve (1937), Tango de Maria (1939), Tango d’un soir (1945), Le Plus Beau Tango du monde (1951), Tango Bleu (1952), Tango mélodie (1953), Tango magique (1954), Tango Méditerranée (1955), Tango d'Italie (1956), Le petit tango (1958), Le temps d'un tango (1961), Guitar Tango (en) (1961), Tango italiano (1962), Crépuscule tango (1964)... 